# 국제 단위
국제 단위(영어: International Unit, IU)는 약리학에서, 호르몬, 비타민, 약물, 백신 등 인체에 효력을 발생시킬 수 있는 물질의 양을 나타낸 것으로 해당 물질의 절대적인 양을 표시하는 것은 아니다.

## 1 IU의 질량 등가물
- 인슐린: 45.5 µg
- 비타민 A: 0.3 µg
- 비타민 C: 50 µg
- 비타민 D: 0.025 µg
- 비타민 E: 1 mg